# James Turner (Politiker, 1766)

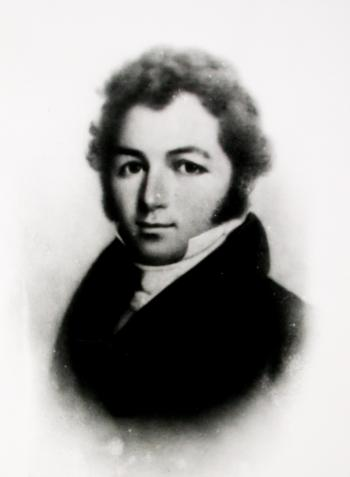
James Turner

James Turner (* 20. Dezember 1766 im Southampton County, Kolonie Virginia; † 15. Januar 1824 im Warren County, North Carolina) war ein US-amerikanischer Politiker und zwölfter Gouverneur von North Carolina. Außerdem vertrat er seinen Staat im US-Senat.

## Leben

### Frühe Jahre
Turner kam bereits im Jahr 1770 mit seinen Eltern aus Virginia in die damalige britische Kolonie North Carolina. Die Farmerfamilie ließ sich im Warren County nieder und der junge James besuchte dort die lokalen Schulen. Während des Amerikanischen Unabhängigkeitskrieges kämpfte er ab 1780 in den Reihen eines Regiments aus North Carolina gegen die Briten.

### Politische Karriere
Sein politischer Aufstieg begann im Jahr 1797 mit seiner Wahl in das Abgeordnetenhaus von North Carolina. Dort verblieb er bis zum Jahr 1800. Zwischen 1801 und 1802 war er im Senat seines Landes. Im Jahr 1802 wurde er vom Abgeordnetenhaus als Nachfolger von Benjamin Williams zum Gouverneur von North Carolina gewählt. Allerdings verdankt er diese Wahl dem Umstand, dass der eigentlich vorgesehene Kandidat verstorben war. In den folgenden beiden Jahren wurde er jeweils wiedergewählt, was ihm eine dreijährige zusammenhängende Amtszeit einbrachte. Mehr erlaubte die Verfassung nicht. In dieser Zeit wurden Grenzstreitigkeiten mit dem Nachbarstaat Georgia diskutiert und schließlich beigelegt. Turner setzte sich für ein durch Steuern finanziertes Bildungssystem ein.

### Letzte Jahre und Tod
Nach Ablauf seiner Amtszeit wurde Turner US-Senator im Kongress in Washington, D.C. Diese Position hielt er von 1805 bis 1816. Im Kongress unterstützte er die Politik der Präsidenten Thomas Jefferson und James Madison. Im November 1816 trat er aus gesundheitlichen Gründen von diesem Amt zurück. Den Rest seines Lebens bis zu seinem Tod im Jahr 1824 verbrachte er auf seiner Plantage Bloomsbury. James Turner war dreimal verheiratet und hatte insgesamt sechs Kinder. Darunter den Sohn Daniel, der später Kongressabgeordneter von North Carolina wurde.